# アルファ・システム
株式会社アルファ・システム（英: AlfaSystem Co.,Ltd.）は、家庭用ゲーム機及びパソコン用ゲームソフトの企画、開発、販売などを事業内容とする日本の企業。株式会社メテオライズの完全子会社。GFF正会員。

## 概要
会社設立当初は日本電気ホームエレクトロニクスのPCエンジンCD-ROM2やSUPER CD-ROM2のゲームソフト開発を中心としていたが、ソニー・コンピュータエンタテインメントによるPlayStationの発表を契機に主要開発タイトルをPlayStation及びPlayStation 2へと移行させる。
主要開発タイトルは『高機動幻想ガンパレード・マーチ』、『俺の屍を越えてゆけ』、『リンダキューブ』、『式神の城』シリーズなど。
2021年2月8日付をもってモバイルゲーム開発会社メテオライズと資本業務提携し同社の完全子会社となっている。

## 沿革
- 1988年（昭和63年）
  - 1月 - 株式会社サムシンググッドとの対等出資により、資本金400万円で会社設立。当時の所在地は熊本県飽託郡北部町[3]。
  - 2月 - 株式会社ハドソンと業務提携し、PCエンジンCD-ROM2用ゲームソフト開発を開始する。札幌市に開発室を設立。
  - 4月 - 熊本市新屋敷に第二開発室開設。
- 1989年（平成元年）3月 - 事務所を熊本市九品寺に移転。移転に伴い第二開発室を統合。
- 1990年（平成2年）
  - 1月 - ファミリーコンピュータ用ゲームソフト開発を開始。
  - 3月 - 札幌の開発室を閉鎖し、熊本市の事務所に全事業を統合。
- 1991年（平成3年）
  - 9月 - TAKERUにてX68000用ゲームソフト『ノーブルマインド』を自社ブランドで販売。
  - 12月 - サムシンググッドとの資本提携を解消し、資本独立。
- 1992年（平成4年）6月 - SUPER CD-ROM2用ゲームソフト開発を開始。
- 1993年（平成5年）
  - 3月 - 当時角川メディアオフィスから独立して設立された株式会社メディアワークスと業務提携。
  - 9月 - スーパーファミコン用ゲームソフト開発を開始。
- 1994年（平成6年）1月 - PlayStation用ゲームソフト開発を開始。
- 1995年（平成7年）
  - 1月 - PlayStationのライセンシー契約をソニー・コンピュータエンタテインメントと締結。
  - 5月 - 増資により資本金1,000万円となる。
  - 7月 - セガサターンのライセンシー契約を株式会社セガ・エンタープライゼス（現：株式会社セガゲームス）と締結。
- 1996年（平成8年）1月 - 株式会社ESPの設立に資本参加。
- 1998年（平成10年）
  - 1月 - 熊本市南熊本5丁目に新社屋を建設。九品寺の事務所より移転。
  - 6月 - 増資により資本金2,000万円となる。
- 1999年（平成11年）
  - 3月 - ドリームキャスト用のゲームソフト開発を開始。
  - 10月 - PlayStation 2用のゲームソフト開発を開始。
- 2000年（平成12年）9月 - PlayStation用シミュレーションゲームソフト『高機動幻想ガンパレード・マーチ』をソニー・コンピュータエンタテインメントから発売。
- 2001年（平成13年）
  - 3月 - 第5回日本ゲーム大賞にて、『高機動幻想ガンパレード・マーチ』が優秀賞を受賞。
  - 8月 - 第40回日本SF大会にて、『高機動幻想ガンパレード・マーチ』が星雲賞メディア部門を受賞。ゲームソフトの星雲賞受賞は初。
- 2021年（令和3年）2月 - 株式会社メテオライズと資本業務提携。同社がアルファ・システムの株式100%を取得し完全子会社とする。同社代表の渡邉幸二が代表取締役社長に就任、佐々木哲哉は取締役会長に異動。
- 2023年（令和5年）8月 - メテオライズ・スタジオアートディンク・マトリックス・プロファイアらと共に業務提携グループ「【白群】」を発足[4]。

## 主な製品（企画・開発タイトル）
| 発売日（日本） | タイトル                                                       | プラットフォーム                 | 発売元                                 |
| -------------- | -------------------------------------------------------------- | -------------------------------- | -------------------------------------- |
| 1988年12月04日 | ファイティングストリート                                       | PCエンジン                       | ハドソン                               |
| 1988年12月04日 | No・Ri・Ko                                                     | PCエンジン                       | ハドソン                               |
| 1989年08月31日 | ワンダーボーイIII モンスター・レアー                           | PCエンジン                       | ハドソン                               |
| 1989年12月21日 | イースI・II                                                    | PCエンジン                       | ハドソン                               |
| 1990年07月27日 | 大魔界村                                                       | PCエンジンスーパーグラフィックス | NECアベニュー                          |
| 1991年11月09日 | ノーブルマインド                                               | X68000                           |                                        |
| 1991年03月22日 | イースIII                                                      | PCエンジン                       | ハドソン                               |
| 1991年07月06日 | トリッキー                                                     | PCエンジン                       | IGS                                    |
| 1992年03月26日 | 天外魔境II 卍MARU                                              | PCエンジン                       | ハドソン                               |
| 1992年06月07日 | サイキック・ストーム                                           | PCエンジン                       | 日本テレネット                         |
| 1992年10月23日 | キアイダン00（ダブルオー）                                     | PCエンジン                       | 日本テレネット                         |
| 1992年12月23日 | ドラゴンスレイヤー英雄伝説II                                   | PCエンジン                       | ハドソン                               |
| 1994年02月26日 | ゴジラ爆闘烈伝                                                 | PCエンジン                       | 東宝                                   |
| 1994年01月28日 | エメラルドドラゴン                                             | PCエンジン                       | 日本電気ホームエレクトロニクス         |
| 1995年07月28日 | エメラルドドラゴン                                             | スーパーファミコン               | メディアワークス                       |
| 1995年10月13日 | リンダキューブ                                                 | PCエンジン                       | 日本電気ホームエレクトロニクス         |
| 1995年10月     | ドリームチェンジ 小金ちゃんのファッションパーティー            | ルーピー                         | カシオ計算機                           |
| 1995年10月     | わんわん愛情物語                                               | ルーピー                         | カシオ計算機                           |
| 1995年12月29日 | ホーンドアウル                                                 | PlayStation                      | ソニー・コンピュータエンタテインメント |
| 1997年12月11日 | 幻世虚構 精霊機導弾 ELEMENTAL GEARBOLT                         | PlayStation                      | ソニー・コンピュータエンタテインメント |
| 1999年06月17日 | 俺の屍を越えてゆけ                                             | PlayStation                      | ソニー・コンピュータエンタテインメント |
| 2000年09月28日 | 高機動幻想ガンパレード・マーチ                                 | PlayStation                      | ソニー・コンピュータエンタテインメント |
| 2001年11月29日 | 暴れん坊プリンセス                                             | PlayStation                      | 角川書店、ESP                          |
| 2001年稼働開始 | 式神の城                                                       | アーケード                       | タイトー                               |
| 2002年10月25日 | テイルズ オブ ザ ワールド なりきりダンジョン2                  | ゲームボーイアドバンス           | ナムコ                                 |
| 2003年11月20日 | 新世紀エヴァンゲリオン2                                        | PlayStation 2                    | バンダイ                               |
| 2005年01月06日 | テイルズ オブ ザ ワールド なりきりダンジョン3                  | ゲームボーイアドバンス           | ナムコ                                 |
| 2005年07月07日 | 絢爛舞踏祭                                                     | PlayStation 2                    | ソニー・コンピュータエンタテインメント |
| 2006年01月12日 | ガンパレード・オーケストラ 白の章 〜青森ペンギン伝説〜         | PlayStation 2                    | ソニー・コンピュータエンタテインメント |
| 2006年03月30日 | ガンパレード・オーケストラ 緑の章 〜狼と彼の少年〜             | PlayStation 2                    | ソニー・コンピュータエンタテインメント |
| 2006年04月27日 | 新世紀エヴァンゲリオン2 造られしセカイ -another cases-         | PlayStation Portable             | バンダイ                               |
| 2006年07月20日 | ガンパレード・オーケストラ 青の章 〜光の海から手紙を送ります〜 | PlayStation 2                    | ソニー・コンピュータエンタテインメント |
| 2006年12月21日 | テイルズ オブ ザ ワールド レディアント マイソロジー            | PlayStation Portable             | バンダイナムコゲームス                 |
| 2007年12月06日 | テイルズ オブ イノセンス                                       | ニンテンドーDS                   | バンダイナムコゲームス                 |
| 2008年07月31日 | ファンタシースターポータブル                                   | PlayStation Portable             | セガ                                   |
| 2009年01月29日 | テイルズ オブ ザ ワールド レディアント マイソロジー2           | PlayStation Portable             | バンダイナムコゲームス                 |
| 2009年12月03日 | ファンタシースターポータブル2                                  | PlayStation Portable             | セガ                                   |
| 2011年02月24日 | ファンタシースターポータブル2 インフィニティ                   | PlayStation Portable             | セガ（開発協力）                       |
| 2011年02月10日 | テイルズ オブ ザ ワールド レディアント マイソロジー3           | PlayStation Portable             | バンダイナムコゲームス                 |
| 2011年11月10日 | 俺の屍を越えてゆけ                                             | PlayStation Portable             | ソニー・コンピュータエンタテインメント |
| 2012年02月23日 | テイルズ オブ ザ ヒーローズ ツインブレイヴ                     | PlayStation Portable             | バンダイナムコゲームス（開発協力）     |
| 2014年07月17日 | 俺の屍を越えてゆけ2                                            | PlayStation Vita                 | ソニー・コンピュータエンタテインメント |
| 2016年06月22日 | シノビナイトメア                                               | iOS / Android                    | gumi                                   |
| 2018年06月14日 | シスターズロワイヤル 5姉妹に嫌がらせを受けて困っています       | Nintendo Switch                  |                                        |

## 関連人物
- 岩崎啓眞 - 『イースI・II』、『天外魔境II』、『エメラルドドラゴン』の開発を指揮した。
- 桝田省治 - 『天外魔境II』、『リンダキューブ』などのゲームデザインを担当。
- 絢爛舞踏祭 - 企画を担当。『高機動幻想ガンパレード・マーチ』の続編にあたる。
- 芝村裕吏 - 元社員。
- 梶尾真美 - 「高機動幻想ガンパレード・マーチ」のプロデューサー。SF作家梶尾真治の娘。
- 誉 (イラストレーター) - 末次誉亮名義で『式神の城』シリーズの小説挿絵などを担当。